# Merișor (okręg Marusza)
Merișor – wieś w Rumunii, w okręgu Marusza, w gminie Glodeni. W 2011 roku liczyła 187 mieszkańców.